# 輪舞曲 (松任谷由実の曲)
『輪舞曲（ロンド）』は、松任谷由実（ユーミン）の27枚目のシングル。1995年11月13日に東芝EMIからリリースされた（TODT-3450）。27枚目のオリジナルアルバム『KATHMANDU』にはalbum mixを収録。

## 解説
- 表題作は、1995年日本テレビ系ドラマ『たたかうお嫁さま』（主演・松本明子、橋爪功）の主題歌[2][3]。プロモーションビデオは公式サイトと公式YouTubeチャンネルで視聴可能である。ドラマ音楽を担当した崎谷健次郎は、同年にサウンドトラックとしてインストゥルメンタル・アルバム『MY GRAFFITI』にオーケストラ・バージョンを編曲・収録している。
- カップリングの「Midnight Scarecrow」は、映画『キャンプで逢いましょう』主題歌[2]。
- オリコンチャートの登場週数は14週[4]、チャート最高順位は週間2位、累計58.5万枚のセールスを記録した[1]。
- ベストアルバムへは1998年の『Neue Musik』、2018年の自薦ベスト『ユーミンからの、恋のうた。』、2022年のリクエスト・ベスト『ユーミン万歳!』の3回に渡って選出されており、この内『ユーミン万歳!』では2022 mixで収録されている。

## 収録曲
1. 輪舞曲（ロンド）（single mix） -Rondo-[5]
2. Midnight Scarecrow（single mix）
3. 輪舞曲（ロンド）（オリジナル・カラオケ）
4. Midnight Scarecrow（オリジナル・カラオケ）

作詞・作曲：松任谷由実　編曲：松任谷正隆

## 参加ミュージシャン
- キーボード&プログラミング：松任谷正隆
- シンセサイザー・プログラミング&オペレーティング：山中雅文
- ガットギター（#1）：Dean Parks
- ヴァイオリン（#1）：Syd Page
- パーカッション：Michael Fisher
- ハイハット&シンバル（#2）：島村英二
- ベース（#2）：Leland Sklar
- エレクトリックギター（#2）：Michael Landau
- コーラス：松任谷由実 / 木戸泰弘、比山貴咏史、ラジ（#1）